# Gigapan

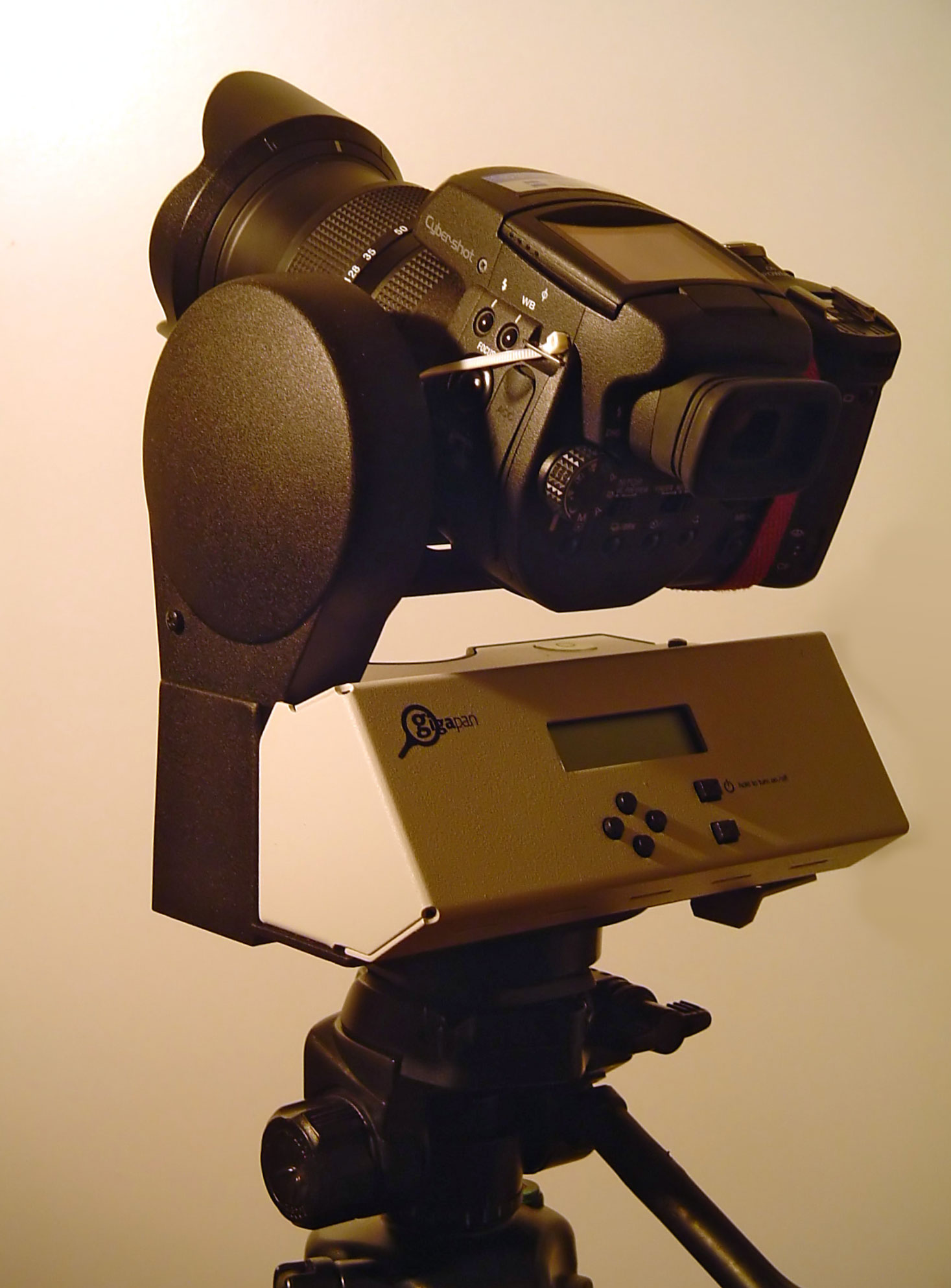
Zařízení GigaPan-Imager sloužící k naklápění a otáčení fotoaparátu, má motor k ovládání spouště, osazen fotoaparátem Sony DSC R1

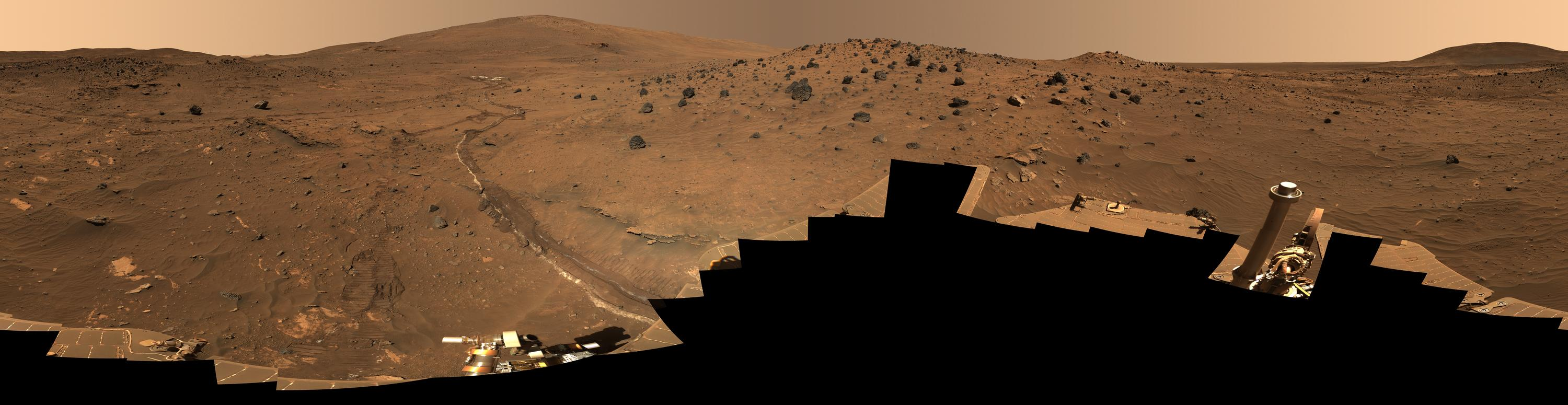
Pospojovaná panoramatická fotografie povrchu Marsu McMurdo, sonda Opportunity, NASA

Gigapan nebo GigaPan je projekt financovaný společnostmi Google, Carnegie Mellon University a NASA. Cílem projektu je umožnit každému vytvořit s vhodným digitálním fotoaparátem a pomocí jednoduché automatické platformy pro otáčení a naklánění fotoaparátu snímky s rozlišením v rozsahu gigapixelů.

## Princip
První verze fotografického robota se dostala na trh pod názvem GigaPan Epic a obsahovala dva motory k pohybu aparátu s mechanickou pákou k ovládání spouště. Byl vhodný pro jednoduché kompaktní fotoaparáty. Mezitím vývoj verze Epic pokročil až k verzi 100, která je pro větší fotoaparáty až po verzi GigaPan Epic Pro pro fotoaparáty SLR s hmotností systému (aparátu a objektivu) až do 4,5 kg.
Druhá část projektu je takzvaný Stitcher, který snímky spojuje k sobě podle obsahu obrazu a pravoúhlému uspořádání záznamu.
Třetí část projektu je rozčlenění obrovského celkového obrazu do zvládnutelných dlaždic 256x256 pixelů a vytvoření obrazové pyramidy. Pak lze snímky nahrávat na projektový server a jsou pak k dispozici pomocí Flash Playeru na internetu. Na stránkách prjektu je k dispozici zatím více než 40 000 panoramat různé kvality. Uživatel může jednotlivé detaily obrazů označovat a komentovat. Rozlišení snímků je mezi 50 megapixely až 45 gigapixely..

## Historie
Počátky projektu jsou mimo jiné ve vybavení vozítka Opportunity na Marsu, kterého gigapanem vybavila NASA v roce 2003.

## Galerie
Fotografie pořízené technologií gigapan:

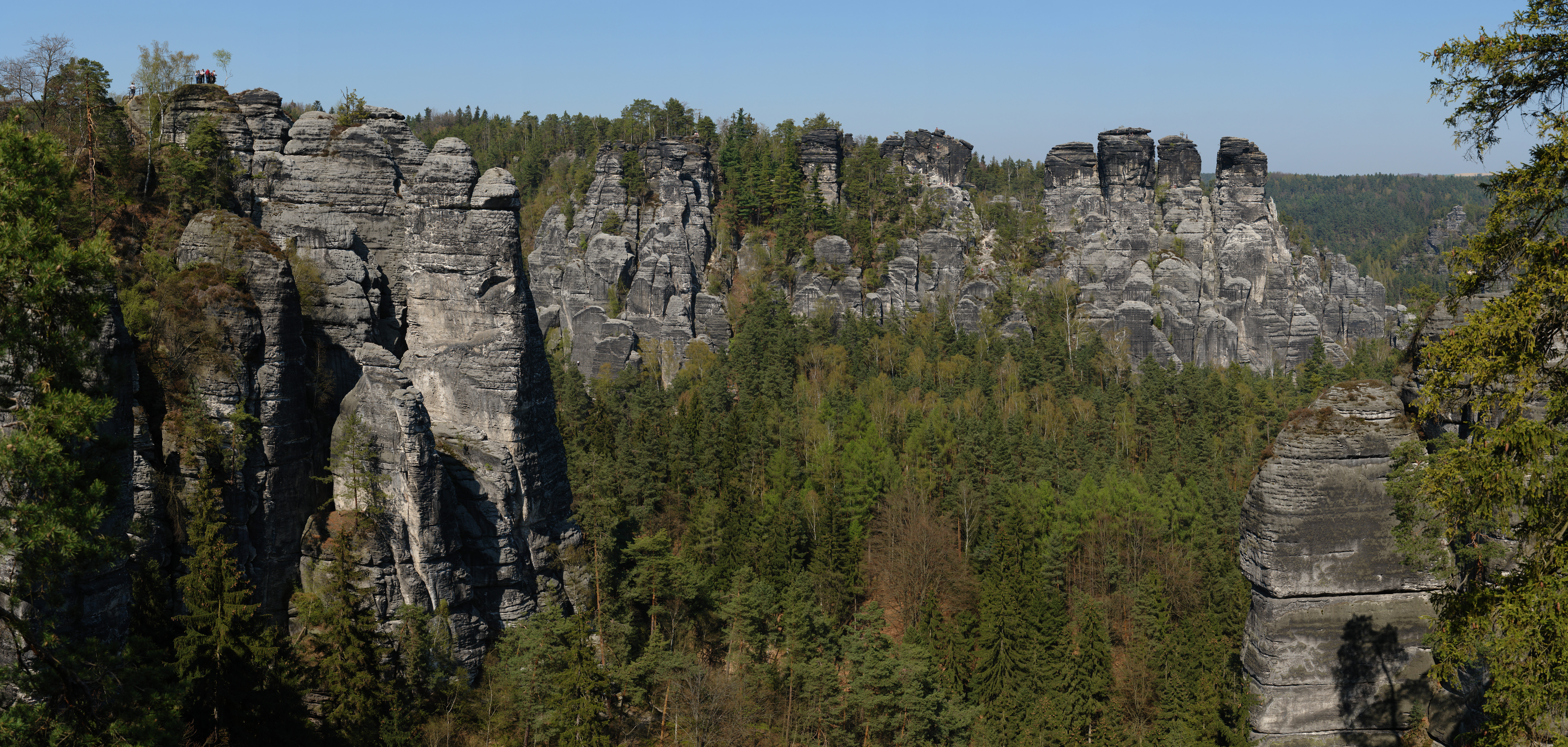
Bastei, Saské Švýcarsko
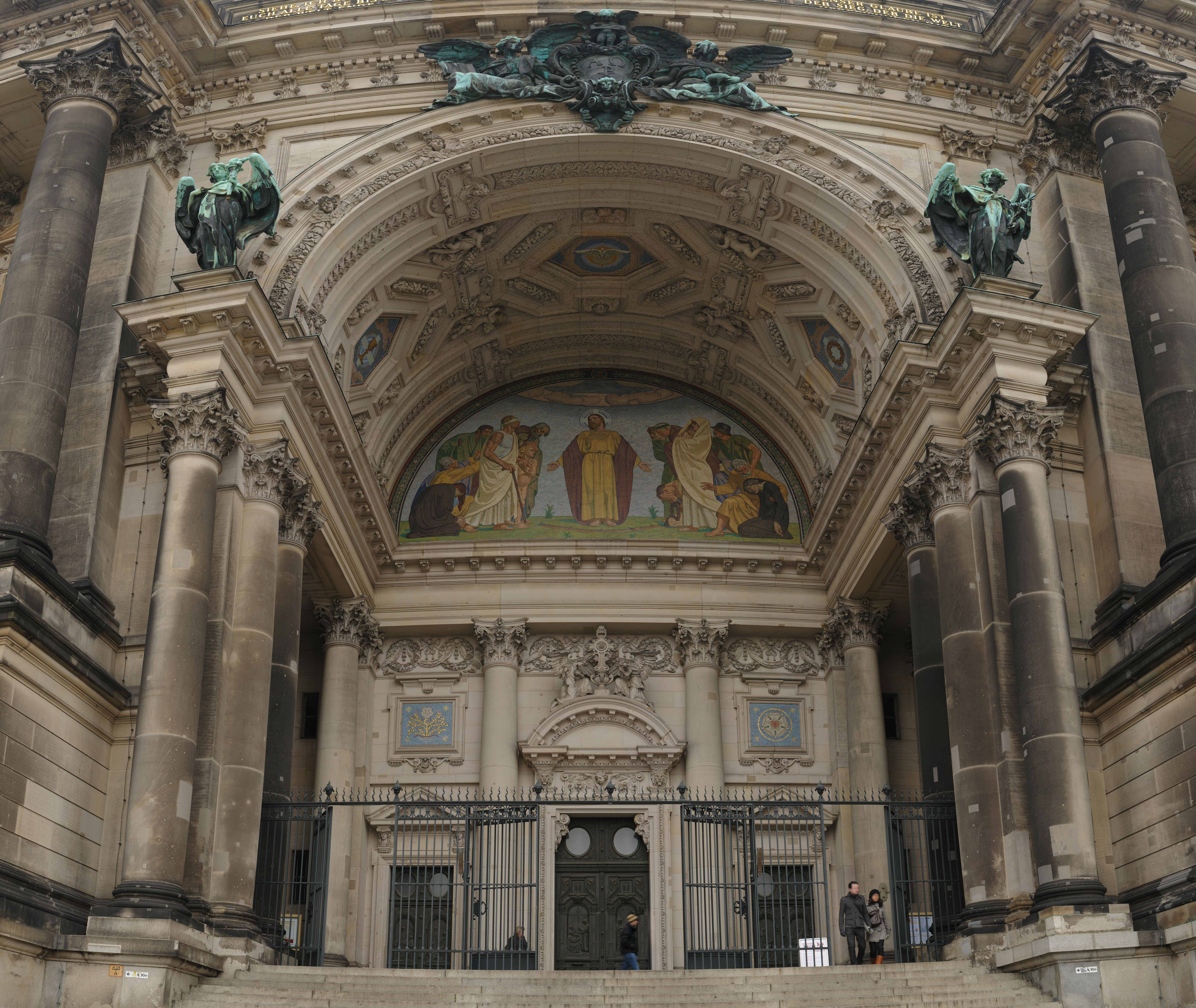
Dóm v Berlíně
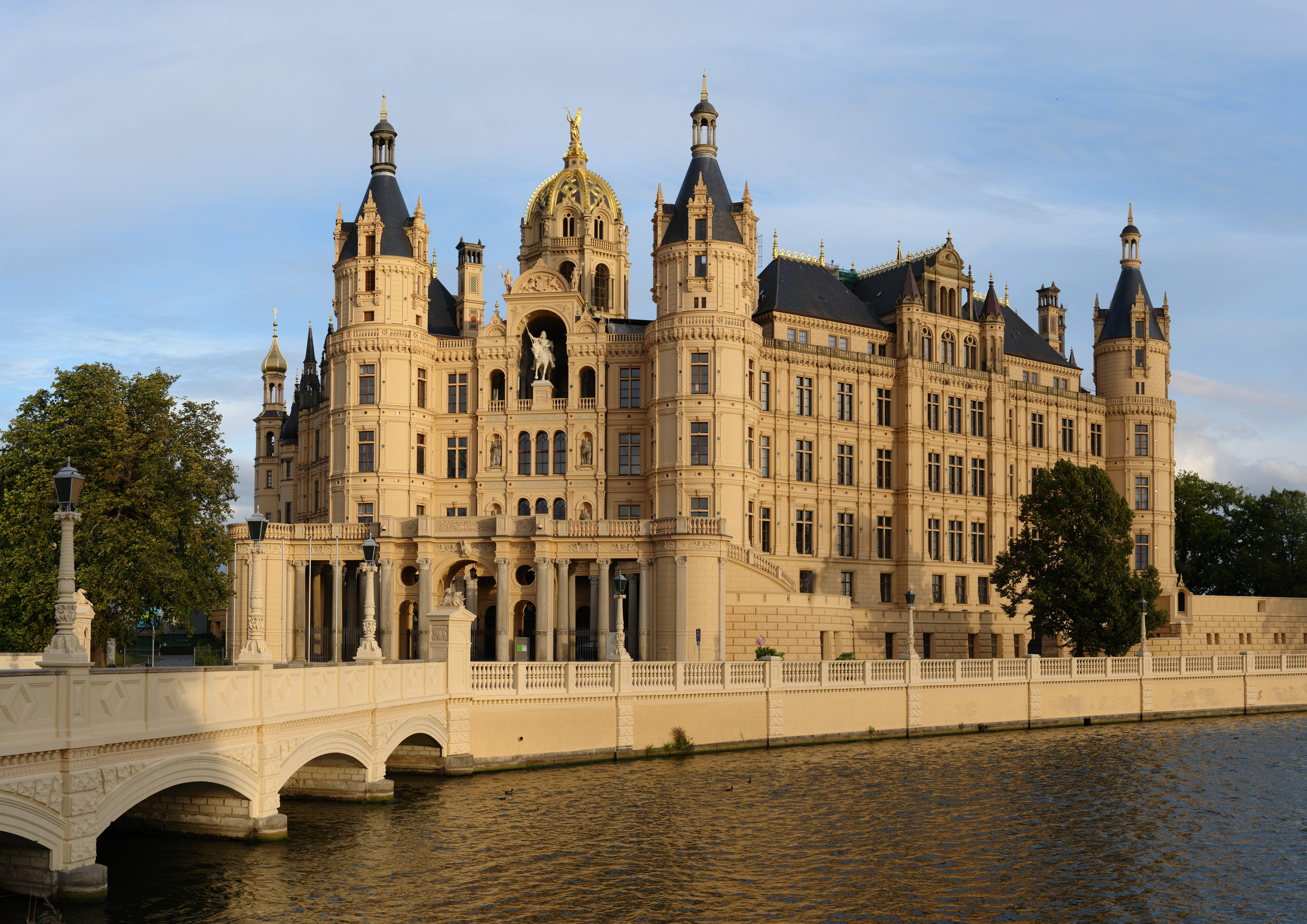
Zámek Schwerin